# Sonntagberg
Sonntagberg est une commune (Marktgemeinde) autrichienne du district d'Amstetten, en Basse-Autriche. La basilique de Sonntagberg est un lieu de pèlerinage catholique

## Géographie
La municipalité se situe dans la région de Mostviertel, dans le sud-ouest de la Basse-Autriche. Le territoire communal est délimité au sud par la ville statutaire de Waidhofen an der Ybbs.

## Histoire
Dans l'antiquité, la région faisait partie du royaume celtique de Norique, par la suite une province romaine. Le château médiéval de Gleiss (Gluzengisazi), situé sur la rive droite de l'Ybbs dans le margraviat d'Autriche, fut mentionné pour la première fois dans un acte de donation délivré par le roi Otton III le 15 juin 993. Un comte Géron de Seeburg et de Gleiss (1097-1122) est documenté au début du XIIe siècle, son fils Wichmann (v.1115-1192) fut archevêques de Magdebourg et conseiller de l'empereur Frédéric Barberousse. Il léguait la seigneurie de Gleiss au diocèse de Passau ; vers la fin du XIVe siècle, le domaine tomba aux mains des seigneurs de Walsee. La forteresse fut incendiée par les troupes françaises après la guerre de la troisième coalition en 1806.

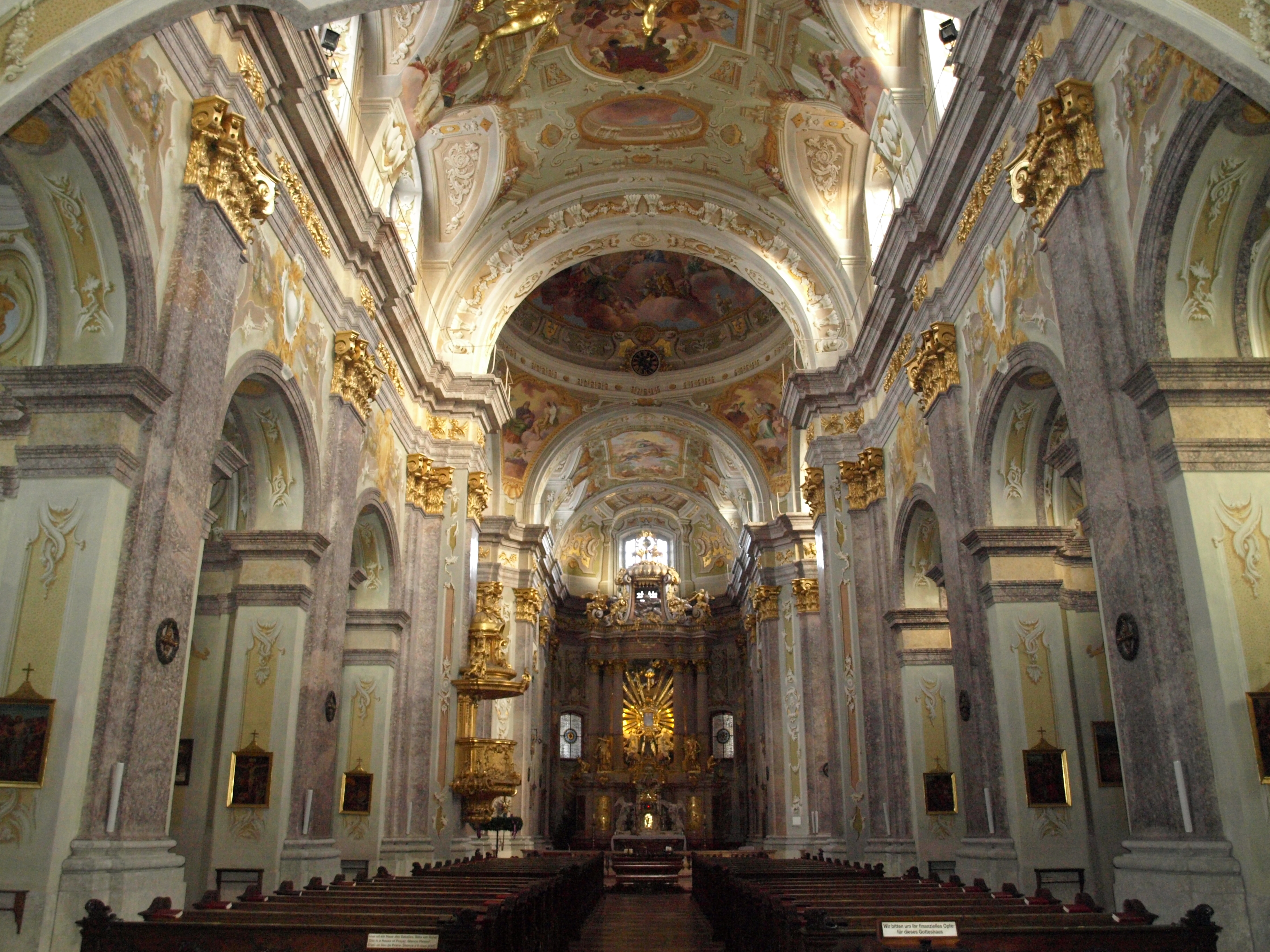
Intérieur de la basilique.

Vers l'an 1440, une chapelle a été bâtie à l'instigation de l'abbé de Seitenstetten. Au XVe siècle, elle   était devenu la destination de pèlerinages ; l'eglise  de la Trinité gothique a été consacrée en 1490. Le Trône de grâce fut réalisé en 1614. La construction de la nouvelle église en style baroque suivant le projet de Joseph Munggenast et de Jakob Prandtauer s'inspire de l'abbatiale de Melk ; elle commence en 1706 et se poursuit jusqu'en 1732. L'intérieur est recouvert de fresques par Daniel Gran, l'orgue est une œuvre de Franz Xaver Christoph. Église paroissiale à partir de 1783, elle fut investie de la dignité de basilique mineure par le pape Paul VI en 1964. 
De 1923 à 1924, la commune de Sonntagberg accueillit brièvement l'école de Summerhill fondée par Alexander Sutherland Neill à Hellerau près de Dresde. Après des conflits avec la population locale et l'autorité scolaire, l'établissement a déménagé vers l'Angleterre.

## Jumelage
La commune de Sonntagberg est jumelée avec :
- Sárvár (Hongrie) depuis 1972